# Victa
Victa is een historisch merk van motorfietsen.
De bedrijfsnaam was: Victa-Garage, Coventry.
Victa Garage was een klein Engels merk dat in 1912 en 1913 motorfietsen met 499cc-Precision-motoren bouwde. De uitvoering werd voor een deel bepaald door de koper: men kon kiezen voor een directe riemaandrijving vanaf de krukas, maar ook voor drieversnellingsnaaf in het achterwiel.